# بروتزولو
بروتزولو (به ایتالیایی: Brozolo) یک کومونه در ایتالیا است که در استان تورین واقع شده‌است.

## خصوصیات
بروتزولو ۸٫۹ کیلومترمربع مساحت و ۴۸۱ نفر جمعیت دارد و ۴۰۸ متر بالاتر از سطح دریا واقع شده‌است.